# Ignat Fjodorovič Někrasov
Ignat Fjodorovič Někrasov (rusky Игнат Фёдорович Некрасов, asi 1660 Golubinskaja Ruské carství – 1737 Krymský chanát) byl ataman donských kozáků, jeden z hlavních účastníků Bulavinova povstání a pravá ruka atamana Kondratije Bulavina. Byl vůdcem kozáků, kteří po potlačení Bulavinova povstání uprchli na Kubáň a kteří na jeho počest přijali jméno Někrasovci.

## Život
Narodil se v kozácké stanici Golubinskaja ve stepi na pravém břehu řeky Don. Od počátku byl Bulavinova povstání byl jedním z hlavních účastníků. Aktivně se podílel na dobytí Čerkassku Bulavinovými kozáky a dohlížel na popravu svrženého atamana Lukjana Maksimova a jemu blízkých kozáckých důstojníků. Po zvolení Kondratije Bulavina atamanem donského vojska byl Ignat Někrasov v roce 1708 vyslán v čele oddílů povstalců (asi 3 až 5 tisíc lidí) k Volze. Dne 13. května 1708 dobyl Dmitrijevsk, který využil jako základnu pro útok na Saratov (26. května), ale kalmycké posily věrné caru Petru I. Velikému ho donutily ustoupit zpět do Dmitrijevska. Dne 7. června dobyl Caricyn a přestěhoval se tam.
Když se dozvěděl o smrti atamana Kondratije Bulavina a dobytí Čerkasska carskými vojsky, vrátil se na Don. V rozhodující bitvě na konci srpna byl carskými vojsky poražen a donucen stáhnout se svými kozáky na Kubáň, v té době to bylo území Krymského chanátu. 
Z Kubáně až do své smrti podnikal výpady na Don a do jižních ruských oblastí. Spolu s divokými Nogajci útočil na donské kozácké stanice a na ruské vesnice. Založil na Tamaňském poloostrově několik kozáckých vesnic, které pojmenoval po sobě - Někrasovka. Postupně se staří kubáňstí kozáci, kteří uprchli od Donu již v 17. století spojili s kozáky atamana Někrasova do jednoho kubáňského kozáckého vojska.
Podílel se na podepsání mírové smlouvy mezi Krymským chanátem a Ruským impériem.
Zemřel stářím v roce 1737.